# Steinhaus (Ahrntal)

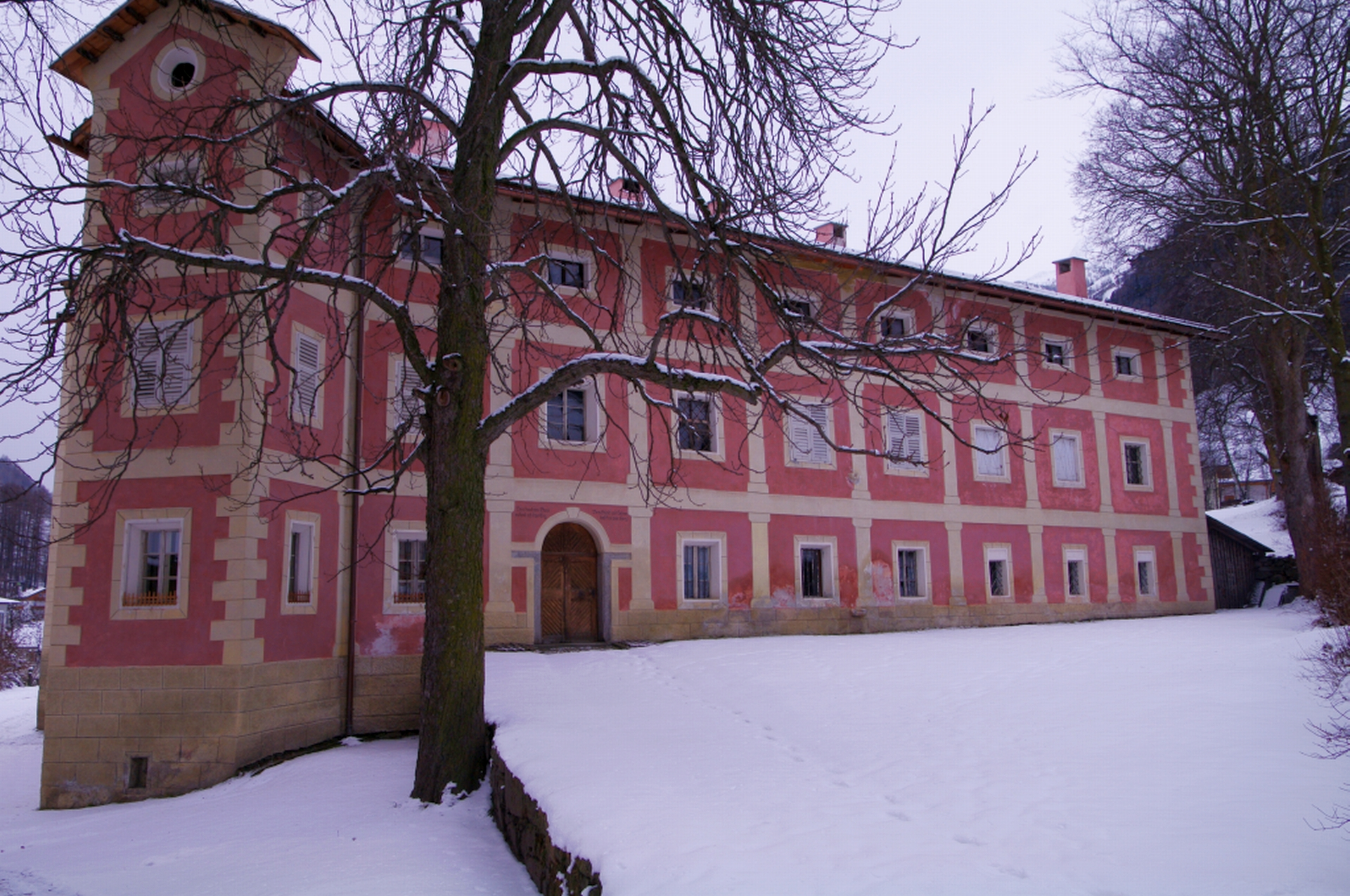
Der Ansitz Gassegg in Steinhaus

Steinhaus (im lokalen Dialekt Stochas, italienisch Cadipietra) ist eine Fraktion der Gemeinde Ahrntal in Südtirol (Italien) und mit dem Sitz der Ahrner Gemeindeverwaltung deren administrativer Mittelpunkt. Mit an die 900 Einwohner eine der größeren Ortschaften im Ahrntal, liegt Steinhaus auf 1054 m über dem Meeresspiegel.
Die Ortschaft liegt an der SS 621 im Talgrund zwischen den Zillertaler Alpen und der Durreckgruppe und wird von der Ahr und dem Keilbach als deren rechtsseitigem Zubringer durchflossen.

## Geschichte
Steinhaus ist eine verhältnismäßig jüngere Siedlung im Ahrntal, die zunächst dem talauswärts gelegenen Pimwerchen (Nachbarschaften) St. Johann bzw. dem talinneren St. Jakob zugerechnet wurde und Teil des früheren Landgerichts Taufers bzw. ab 1849 des Gerichtsbezirkes Taufers war. Erstmals tritt der Ort im Jahr 1491 unter der Bezeichnung „im Stainhaus“, als zum Amt Taufers gehörend, in einer Urkunde der Herren Fuchs von Fuchsberg in Erscheinung. Erst dank der intensiven Bergbautätigkeit des Spätmittelalters (Prettauer Kupfer) rückte der Ort zu seiner heutigen Bedeutung als Talmittelpunkt auf. Der seit dem 17. Jahrhundert so genannte Ahrner Handel wurde bis zu seinem langsamen Abklingen von den rostrot gestrichenen Gebäuden der Grafen von Enzenberg (zuvor von Wolkenstein-Rodenegg) aus geleitet.
Die heutige Gemeinde entstand 1929 als Verwaltungsmaßnahme des italienischen Faschismus, der die Kleingemeinden Luttach, St. Johann, St. Jakob, St. Peter und Prettau zur Gemeinde Ahrntal mit Sitz in Steinhaus zusammenlegte. Die italienische Ortsbezeichnung – eine wörtliche Übersetzung des Toponyms – ist eine Neuschöpfung aus Ettore Tolomeis Prontuario dei nomi locali dell’Alto Adige und wurde 1923 von der faschistischen Regierung eingeführt.

## Wirtschaft
Die ehemals bergwirtschaftlich bzw. agrikulturell geprägte Ortschaft ist seit der zweiten Hälfte des 20. Jahrhunderts auch bedeutender Tourismusort. 1971 wurden hierfür mit dem seither mehrfach erweiterten Skigebiet Klausberg auch wichtige Infrastrukturen geschaffen.

## Bildung
In Steinhaus gibt es eine Grundschule für die deutsche Sprachgruppe.

## Sehenswürdigkeiten
In Steinhaus befindet sich im Pfisterhaus und im Kornkasten ein Standort des Südtiroler Bergbaumuseums. Beachtenswert sind überdies das Faktorhaus (um 1600), der Ansitz Gassegg (1713), das ehemalige Bergrichterhaus Mühlegg und der früher enzenbergische, auf 1733 datierte Enzhof am Ausgangspunkt der Straße nach Kleinklausen. Die Pfarrkirche zu Unserer Lieben Frau zu Loreto wurde anstelle einer Vorgängerkapelle von 1649/50 durch die Bergwerksbetreiber von Grund auf restauriert und am 29. September 1704 vom Brixner Fürstbischof Kaspar Ignaz von Künigl geweiht. Ihr Friedhof wurde 1970 von Erich Pattis gestaltet. Am 17. Oktober 1993 konsekrierte Diözesanbischof Wilhelm Egger die neue Kirche „Maria Hilf“.